# Distrito de Myeik
El distrito de Myeik (birmano: မြိတ်ခရိုင်) es un distrito de Birmania perteneciente a la región de Tanintharyi. Su capital es Myeik. En 2014 tenía 693 087 habitantes. El distrito, con una extensión de 18 121 km², comprende el tercio central de la región.

## Organización territorial
El distrito está dividido en 4 municipios (población en 2014):
- Municipio de Kyunsu (171 753 habitantes) - capital en Kyunsu
- Municipio de Myeik (284 489 habitantes) - capital en Myeik
- Municipio de Palaw (129 992 habitantes) - capital en Palaw
- Municipio de Tanintharyi (106 853 habitantes) - capital en Tanintharyi